# Halterofilismo nos Jogos da Commonwealth de 2014
O halterofilismo nos Jogos da Commonwealth de 2014 foi realizado em Glasgow, na Escócia, entre 24 de julho e 2 de agosto. As oito categorias para homens e sete para mulheres foram disputadas no Scottish Exhibition and Conference Centre. Foram realizadas ainda quatro categorias para atletas com necessidades especiais (EAD).

## Medalhistas
Masculino
| Evento         | Ouro                               | Prata                               | Bronze                         |
| Até 56 kg      | Sukhen Dey IND Índia               | Zulhelmi Md Pisol MAS Malásia       | Ganesh Mali IND Índia          |
| Até 62 kg      | Dimitris Minasidis CYP Chipre      | Sudesh Peiris SRI Sri Lanka         | Vaipava Ioane SAM Samoa        |
| Até 69 kg      | Mohd Hafifi Mansor MAS Malásia     | Yinka Ayenuwa NGR Nigéria           | Omkar Otari IND Índia          |
| Até 77 kg      | Sathish Sivalingam IND Índia       | Katulu Ravi Kumar IND Índia         | Francois Etoundi AUS Austrália |
| Até 85 kg      | Richie Patterson NZL Nova Zelândia | Vikas Thakur IND Índia              | Pascal Plamondon CAN Canadá    |
| Até 94 kg      | Steven Kari PNG Papua-Nova Guiné   | Simplice Ribouem AUS Austrália      | Chandrakant Mali IND Índia     |
| Até 105 kg     | David Katoatau KIR Kiribati        | Stanislav Chalaev NZL Nova Zelândia | Benjamin Watson ENG Inglaterra |
| Mais de 105 kg | George Kobaladze CAN Canadá        | Itte Detenamo NRU Nauru             | Damon Kelly AUS Austrália      |

Feminino
| Evento        | Ouro                                   | Prata                           | Bronze                             |
| Até 48 kg     | Sanjita Khumukchan IND Índia           | Mirabai Chanu Saikhom IND Índia | Nkechi Opara NGR Nigéria           |
| Até 53 kg     | Dika Toua PNG Papua-Nova Guiné         | Santoshi Matsa IND Índia        | Swati Singh IND Índia              |
| Até 58 kg     | Zoe Smith ENG Inglaterra               | Ndidi Winifred NGR Nigéria      | Michaela Breeze WAL País de Gales  |
| Até 63 kg     | Olauwatoyin Adesanmi NGR Nigéria       | Obioma Okoli NGR Nigéria        | Punam Yadav IND Índia              |
| Até 69 kg     | Marie Fegue CMR Camarões               | Itohan Ebireguesele NGR Nigéria | Marie-Josée Arès-Pilon CAN Canadá  |
| Até 75 kg     | Marie-Ève Beauchemin-Nadeau CAN Canadá | Mary Opeloge SAM Samoa          | Apolonia Vaivai FIJ Fiji           |
| Mais de 75 kg | Maryam Usman NGR Nigéria               | Ele Opeloge SAM Samoa           | Tracey Lambrechs NZL Nova Zelândia |

Levantamento de peso EAD
| Evento                  | Ouro                           | Prata                        | Bronze                          |
| Até 72 kg masculino     | Paul Kehinde NGR Nigéria       | Rolland Ezuruike NGR Nigéria | Ali Jawad ENG Inglaterra        |
| Mais de 72 kg masculino | Abdulazeez Ibrahim NGR Nigéria | Rajinder Rahelu IND Índia    | Jong Yee Khie MAS Malásia       |
| Até 61 kg feminino      | Esther Oyema NGR Nigéria       | Natalie Blake ENG Inglaterra | Sakina Khatun IND Índia         |
| Mais de 61 kg feminino  | Loveline Obiji NGR Nigéria     | Bose Omolayo NGR Nigéria     | Joyce Wambui Njuguna KEN Quênia |

## Quadro de medalhas
| Ordem | País             | Medalha de ouro | Medalha de prata | Medalha de bronze | Total |
| ----- | ---------------- | --------------- | ---------------- | ----------------- | ----- |
| 1     | Nigéria          | 6               | 6                | 1                 | 13    |
| 2     | Índia            | 3               | 5                | 6                 | 14    |
| 3     | Canadá           | 2               |                  | 2                 | 4     |
| 4     | Papua-Nova Guiné | 2               |                  |                   | 2     |
| 5     | Inglaterra       | 1               | 1                | 2                 | 4     |
| 6     | Malásia          | 1               | 1                | 1                 | 3     |
|       | Nova Zelândia    | 1               | 1                | 1                 | 3     |
| 8     | Camarões         | 1               |                  |                   | 1     |
|       | Chipre           | 1               |                  |                   | 1     |
|       | Kiribati         | 1               |                  |                   | 1     |
| 11    | Samoa            |                 | 2                | 1                 | 3     |
| 12    | Austrália        |                 | 1                | 2                 | 3     |
| 13    | Nauru            |                 | 1                |                   | 1     |
|       | Sri Lanka        |                 | 1                |                   | 1     |
| 15    | Fiji             |                 |                  | 1                 | 1     |
|       | País de Gales    |                 |                  | 1                 | 1     |
|       | Quénia           |                 |                  | 1                 | 1     |
| TOTAL | TOTAL            | 19              | 19               | 19                | 57    |

## Doping
Originalmente a nigeriana Chika Amalaha conquistou a medalha de ouro na categoria até 53 kg feminino, mas ela foi desclassificada após testar positivo no exame antidoping para o uso de diuréticos. Dika Toua, da Papua-Nova Guiné, herdou a medalha de ouro e as indianas Santoshi Matsa e Swati Singh as medalhas de prata e bronze, respectivamente.